# Zuzana Štěpanovská
Zuzana Štěpanovská (* 12. srpna 1983) je česká modelka a I. Česká vicemiss 2005.

## Životopis
Zuzana Štěpanovská pochází z Jihlavy.
Zúčastnila několika soutěží krásy. Na většině z nich se umístila na předních pozicích, například na:
- Miss Vysočiny 2001 – II. vicemiss[1]
- Miss Blond České republiky 2001 – finalistka[2]
- Queen of the Year International 2001 – vítězka
- Miss České republiky 2002 – finalistka
- Česká Miss 2005 – I. Česká vicemiss 2005, Miss Posluchačů a Tip Poroty
- Miss Earth 2005 – TOP 16

V letech 1997–2003 studovala na Sportovním gymnáziu Ludvíka Daňka v Brně (šestiletý cyklus) a do osmnácti let se věnovala vrcholovému sportu. Poté se zaměřila na modeling. Vystudovala vysokou školu University of New York in Prague.
V červnu 2010 získala ocenění Empire State College, SUNY na State University of New York za práci pro společnost (toto ocenění se uděluje nejúspěšnějším absolventům této školy jednou za 2 roky).